# Wojciechów-Kolonia Trzecia
Wojciechów-Kolonia Trzecia – część wsi Stary Gaj, w województwie lubelskim, powiecie lubelskim, gminie Wojciechów.
W latach 1975–1998 miejscowość należała administracyjnie do województwa lubelskiego.